# 石井百恵
石井 百恵（いしい ももえ、1977年11月18日 - ）は、テレビ新広島の報道部記者・元アナウンサー。

## 経歴
幼稚園卒園ごろまで広島県安芸郡府中町で過ごし、その後親の仕事の関係で愛知県海部郡佐織町（現在の愛西市）に移り住む。
入社後数年は中継リポーター、深夜番組MCなど、あらゆるジャンルの番組に関わった。その後は報道番組の担当となり、今に至る。
- 2002年と2003年に『27時間テレビ』地元企画のナビゲート役を担当。2002年は「全校児童がたった2人と言う学校にアスレチック風の遊び道具を作る」企画を、2003年は「取り上げた人数 実に8000人!83歳の現役助産婦」の企画をそれぞれ紹介した。[要出典]
- 2003年9月には、『めざましテレビ』で中野美奈子が夏休みのため、1週間代行を務めた。[要出典]
- 2005年には、前年末に放送された『ひろしまこの1年〜あの時何が起こったのか〜』に対する評価で、第21回FNSアナウンス大賞の大賞を獲得した。[要出典]
- 同じ年の8月15日から19日までは、お昼のニュース番組『FNNスピーク』で高木広子の夏休みに伴う代理キャスターを務めた。代行2日目の16日には宮城県南部地震の発生に遭遇。急遽、フジテレビ報道フロアから報道特別番組のメインキャスターも務めた。[要出典]

また、テレビ新広島の地上デジタル放送推進大使として活動していた。
テレビ西日本アナウンサーの津野瀬果絵とは幼稚園時代から親友で、同時期にFNS系列局に入ったこともあり、現在も交友関係を持っており、津野瀬が里帰り出産した際もその親交ぶりがブログで紹介された。
2013年7月に長女を出産したため、産休していたが、2014年8月に復職。2016年2月から報道部へ異動になったが、異動後もコールサインアナウンスを引き続き担当している。夕方のローカルワイドニュース番組で、テレビ新広島が行っている子育て応援企画「Thank you for zeroキャンペーン」に関するコーナーが不定期に組まれる際に、子育てを経験した当事者として出演することがある。
TSSライク!のライク!NewsFlashにて報道部記者として現地よりリポ報告することがある。
- フジテレビの元アナウンサーで現在は同局人事局所属の森本さやかとは同じ高校の同級生。[要出典]

## 過去の担当番組
- めざましテレビ
- サタ・スポ
- ZAP（自社制作深夜番組）
- テレビ探検隊ニュース
- いきいき福山
- カープっ娘TV
- 情熱企業 〜知恵の創造者たち〜
- TSSスーパーニュース